# Mouvement national libanais
Pour les articles homonymes, voir Mouvement national.
Le Mouvement national libanais (MNL) était une coalition de partis et d'organisations active au début de la guerre du Liban. Elle était dirigée par Kamal Joumblatt, chef druze du Parti socialiste progressiste (PSP). Le secrétaire général du MNL était Mohsen Ibrahim, chef de l'Organisation de l'action communiste au Liban (OACL).
Le MNL fut fondé en 1969. Il regroupait notamment, outre le PSP et l'OACL déjà cités : le Parti communiste libanais (PCL), le Parti social nationaliste syrien (PSNS), les deux factions pro-syrienne et pro-irakienne du Parti Baas libanais, le groupe nassériste des Mourabitoun, le mouvement chiite Amal. Plusieurs groupes palestiniens ont rejoint le MNL, venant notamment du Front du refus. Le Front populaire de libération de la Palestine (FPLP) et le Front démocratique pour la libération de la Palestine (FDLP) étaient des membres actifs.
Au début de la guerre en 1975, le MNL comptait environ 25 000 miliciens (sans compter les Palestiniens), contre 18 000 miliciens des partis de droite.